# Адам Лиментани
Адам Лиментани (на италиански: Adam Limentani) е английски психиатър и психоаналитик от италиански произход.

## Биография
Роден е на 6 юли 1913 година в Рим, Италия, в неортодоксално еврейско семейство. Учи в Римската медицинска клиника за преподаване. През юли 1938 завършва, но тогава научава, че италианците провъзгласяват арийска раса и той не може да работи повече като асистент в болницата. След това заминава за Лондон. Там не успява да започне работа като психотерапевт и започва да учи хигиена и тропическа медицина, за да замине за някоя африканска страна и там да практикува, но Втората световна война обърква плановете му.
В периода 1941 – 1946 г. работи във военната болница в Южен Уелс. След войната работи в болница Шенли и започва да се интересува от психоанализа. Става аналитик през 1955 г. и член на Британското психоаналитично общество през 1959. През 1974 г. става и негов президент. Година по-късно на конгреса на Международната психоаналитична асоциация (МПА) е избран за неин вицепрезидент. През 1981 г. е избран и за президент на МПА, където остава до 1985 г. Малко преди смъртта му е избран за почетен доживотен вицепрезидент на МПА.
Умира на 9 септември 1994 година в Лондон на 81-годишна възраст.